# Самець (притока Серету)
Саме́ць — річка в Україні, у межах Золочівського району Львівської області. Ліва притока Серету (басейн Дністра).

## Опис
Довжина 10 км. Річище на значній протяжності каналізоване і випрямлене. Споруджено декілька ставів, переважно в нижній течії. Найбільш заболочена пригирлова частина. 

## Розташування
Витоки розташовані серед пагорбів на північ від села Стиборівка Золочівського району, на висоті бл. 400 м. над р. м. Тече переважно на південний схід. Впадає до Лівого Серету східніше села Орихівчик.

## Населені пункти
Всі Золочівського району Львівської області: 
- Стиборівка
- Вербівчик
- Орихівчик

## Цікаві факти
За минулі століття воду річки використовували для сільського господарства (водяні млини, круподерки) та для виробництва сукна (сукнобійки). В сучасний період вода річки іде для зрошення сільськогосподарських угідь (у посушливий літній період), також для домашніх потреб, а у ставах, утворених на руслі річки, розводять рибу та водоплавну птицю.